# Victoria Clark

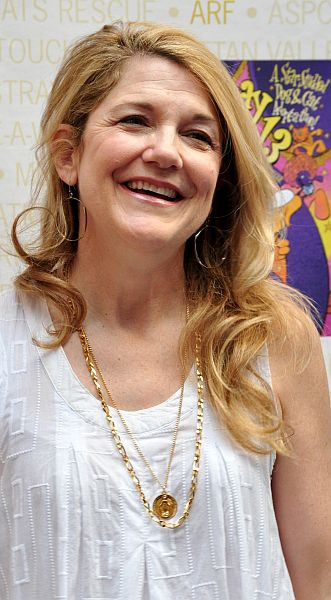
Victoria Clark (2011)

Victoria Clark (* 10. Oktober 1959 in Dallas, Texas) ist eine US-amerikanische Schauspielerin.

## Leben
Victoria Clark studierte zuerst Musik an der Yale-Universität und wollte eigentlich Regisseurin werden. Sie besuchte dann aber anschließend die Michael Howard Studios in New York City, wo sie eine Schauspielausbildung absolvierte.
Sie spielte öfters am Broadway unter anderem in The Light in the Piazza, Titanic und How to Succeed in Business Without Really Trying.
Im Jahr 2005 konnte Clark für ihre Rolle in dem Musical The Light in the Piazza drei wichtige Preise als beste Darstellerin gewinnen: einen Tony Award, einen Drama Desk und einen Outer Critics Circle Award.

## Filmografie (Auswahl)
- 1999: Das schwankende Schiff (Cradle Will Rock)
- 2003: Law & Order: Special Victims Unit (Fernsehserie, Episode 5x07)
- 2008: The Happening
- 2009: Tickling Leo
- 2010: Ein letzter Sommer – Harvest (Harvest)
- 2010: Main Street
- 2011: Dirty Movie
- 2012: Archaeology of a Woman
- 2014: Homeland (Fernsehserie, Episode 4x12)
- 2018: Die Wahrheit über den Fall Harry Quebert (The Truth About The Harry Quebert Affair, Fernsehserie, 10 Episoden)
- 2021: The Blacklist (Fernsehserie, 2 Episoden)